# Botryobasidium intertextum
Botryobasidium intertextum ist eine Ständerpilzart aus der Familie der Traubenbasidienverwandten (Botryobasidiaceae). Sie bildet resupinate, spinnwebartige Fruchtkörper aus, die auf Totholz von Laubbäumen wachsen. Das Verbreitungsgebiet von Botryobasidium intertextum umfasst mit Eurasien und Nordamerika ein holarktisches Areal. Eine Anamorphe der Art ist bislang nicht bekannt.

## Merkmale

### Makroskopische Merkmale
Botryobasidium intertextum besitzt jung weißliche bis alt gelbliche, gespinst- oder hautartige und dünne Fruchtkörper, die resupinat (also vollständig anliegend) auf ihrem Substrat wachsen und unter der Lupe leicht netzartig erscheinen.

### Mikroskopische Merkmale
Wie bei allen Traubenbasidien ist die Hyphenstruktur von Botryobasidium intertextum monomitisch, besteht also ausschließlich aus generativen Hyphen, die sich rechtwinklig verzweigen. Die Basalhyphen sind meist 7,5–8 µm breit, dickwandig und an den Septen mit Schnallen besetzt. Die 5–7 µm dicken Subhymenialhyphen sind dagegen einfach septiert und dünnwandig. Die Art verfügt wie die meisten Traubenbasidien nicht über Zystiden. Die sechssporigen Basidien der Art wachsen in Nestern, werden 15–21 × 5–6,5 µm groß, sind zylindrisch geformt, manchmal tailliert und an der Basis mit einer Schnalle besetzt. Die dünnwandigen Sporen des Pilzes sind schiffchenförmig und meist 6,5–9,5 × 1,8–2,8 µm groß.

## Verbreitung
Die bekannte Verbreitung von Botryobasidium intertextum umfasst weite Teile Eurasiens und Nordamerikas. In der Regel ist er in eher nördlichen Regionen anzutreffen.

## Ökologie
Botryobasidium intertextum ist ein Saprobiont, der Totholz von Laubbäumen besiedelt. Verbreitete Substrate sind vor allem Eichen (Quercus spp.).